# Mercury Zephyr
Mercury Zephyr — компактный автомобиль, выпускавшийся подразделением Mercury компании Ford с 1977 по 1983 год.

## Описание
Впервые Mercury Zephyr был представлен в 1977 году. Представляет собой ребеджинговый вариант Ford Fairmont, от которого отличался в деталях.
Все варианты имели двойные фары. С 1981 года официально выпускалась комплектация GS.
На некоторых европейских рынках, таких как Швейцария, Mercury Zephyr продавался кёльнским подразделением Ford-Works AG. Всего было выпущено 499566 экземпляров.
Преемником стал Mercury Topaz.

## Технические характеристики
Mercury Zephyr оснащался шестицилиндровым двигателем объёмом 3278 см3 с выходной мощностью 70 кВт (94 л. с.). Опционально устанавливался восьмицилиндровый двигатель объёмом 4117 см3 и мощностью 86 кВт (115 л. с.). Максимальная скорость варьируется от 154 до 169 км/ч.

## Галерея
- Вид сзади
- 1978 Zephyr Z-7
- 1978 Zephyr Z-7
- 1978 Zephyr Villager